# 环刺蛾属
环刺蛾属（学名：Birthosea）是刺蛾科下的一个属。

## 下属物种
本属包括以下物种：
- Birthosea bisura (Moore, 1859)
- 三纹环刺蛾 Birthosea trigramma [2]
- 拟三纹环刺蛾 Birthosea trigrammoidea [2]